# Horstermeer
Horstermeer is een buurtschap in de gemeente Wijdemeren, in de Nederlandse provincie Noord-Holland. Het ligt in de Horstermeerpolder tussen Nederhorst den Berg en Ankeveen. Het telde in 2007 770 inwoners.
Dorpen: Ankeveen · 's-Graveland · Kortenhoef · Nieuw-Loosdrecht · Nederhorst den Berg · Oud-Loosdrecht

Buurtschappen: Boomhoek · Breukeleveen · Hinderdam · Horstermeer · Muyeveld · Overmeer

Noord-Holland: Steden en dorpen in Noord-Holland      Nederland: Provincies · Gemeenten